# Фани Куцарова
Фани Куцарова е българска пианистка, чембалистка и музикален педагог.

## Биография
На петгодишна възраст започва да учи пиано при доц. Лидия Кутева. През 1990 г. завършва Средно музикално училище „Любомир Пипков“, където нейни преподаватели са проф. Богомил Стършенов, проф. Люба Енчева и проф. Милена Моллова.
През 1996 г. Фани Куцарова успешно завършва Държавната музикална академия „Панчо Владигеров“ с магистърска степен в класа на проф. Милена Моллова. Учила е камерна музика в класа на проф. Виктор Чучков, посещавала е майсторските класове по пиано на проф. Вера Горностаева и проф. Оксана Яблонская, както и майсторски клас по камерна музика на проф. Константино Мастропремиани.
Първият самостоятелен концерт на Куцарова е на 12-годишна възраст, а на 13 години тя свири за първи път с оркестъра на Българското национално радио под диригентството на Камен Големинов.
Куцарова има премиерни изпълнения на българска, шведска, холандска и еврейска музика. През 1997 г. БНР прави концертен запис на нейното изпълнение на „Неизвестна българска музика“ от Васил Божинов и Менахем Бенсусан, което е премиерно за България.
През следващите години Фани Куцарова прави редица записи за Българската национална телевизия, Телевизия „7 Дни“ и БНР.

## Сътрудничества
През 2002 г. заедно с Полина Антонова създават клавирно дуо, с което печелят международни отличия. Записват диск „Съвременни български интонации“.
Композиторът Симо Лазаров посвещава на дуото Куцарова – Антонова произведението „Задявка“ за две пиана, което по-късно е записано от Българското национално радио. Изнасят първото по рода си светлинно шоу за две пиана и компютърно обработени звуци в Националния дворец на културата.
С Росен Балкански
През 2004 г. с изпълнителя на класическа китара Росен Балкански създават първото и единствено за България дуо пиано и класическа китара и дуо чембало и класическа китара. През същата година БНР прави запис на дебютния им концерт „Барокова музика“, състоял се в зала „България“. От началото на 2007 година двамата са сред артистите на Агенция България Концерт. Редовно участват в програмата на фестивалите „Софийска камерна сцена“, „Музика в двореца“, „Нова българска музика“ и др.
Репертоарът на дуото включва пиеси от различни стилове и композитори като Томазо Джордани, Антонио Вивалди, Мауро Джулиани, Карлос де Сейксас, Луиджи Бокерини, Марио Кастелнуово-Тедеско, Лео Брауер и други.
Дуото изнася концерти в Унгария, Гърция, Македония, Австрия, Чехия, Полша и др. През април 2008 излиза първия компактдиск на формацията „The Duo“.